# Den evige ild
Den evige ild (originaltitel A Column of Fire) er en roman af Ken Follett og efterfølgeren, der udkom den 12. september 2017. Det er efterfølgeren til Uendelige verden (2007) og den sidste del i Kingsbridge-trilogien, der startede i 1989 med Jordens søjler.  Omdrejningspunktet for trilogien er katedralen, der har de eksisterende katedraler i Wells og Salisbury som forlæg. 
Den Evige Ild bliver dramatiseret som musical af Thomas Høg, Lasse Aagaard og Sune Svanekier. Musicalen havde premiere på Bellevue Teatret i foråret 2019 og repremiere i 2020.

## Handling
Historien begynder i 1558 og følger en romance mellem Ned Willard og Margery Fitzgerald over et halvt århundrede. Den indledes på et tidspunkt, hvor Europa vender sig mod Elizabeth 1. af England, og dronningen befinder sig i en situation, hvor der er et komplot om at afsætte hende fra tronen og indsætte den skotske dronning Marie Stuart. Elizabeth sætter sin lid til Francis Walsingham, som engagerer Ned Willard som spion, der skal afsløre komplottet. En række andre gennemgående figurer er Henrik 2. af Frankrig og hans hof, hvor der foregår en række intriger, som kulminerer på Bartholomæusnatten. Den fiktive hovedperson her er spionen Pierre Aumande, som efterhånden vikles ind i et rænkespil, der gør ham til Nick Willards værste fjende. Spanien, Nederlandene og Skotland er også viklet ind i intrigerne, der både handler om kampen om det politiske herredømme i Europa og de religiøse konflikter mellem katolikker og protestanter.